# Smithfield (Utah)
Pour les articles homonymes, voir Smithfield.
Smithfield est une municipalité américaine située dans le comté de Cache en Utah. Lors du recensement de 2010, sa population est de 9 495 habitants.

## Géographie
Smithfield fait partie de l'agglomération de Logan, dans le nord de l'Utah.
En 2010, la municipalité s'étend sur 4,98 milles carrés (12,9 km2).

## Histoire
La ville est fondée en 1859 sous le nom de Summit Creek. Elle est renommée en l'honneur de John Glover Smith, un évêque mormon.

## Démographie
La population de Smithfield est estimée à 11 374 habitants au 1er juillet 2017. Avec 36,5 % de moins de 18 ans en 2010, sa population est plus jeune que celle de l'Utah (31,5 %) et des Etats-Unis (24 %).
| Groupe      | Smithfield (2016) | Utah (2017) | États-Unis (2017) |
| ----------- | ----------------- | ----------- | ----------------- |
| Blancs      | 96,0              | 90,9        | 76,6              |
| Asiatiques  | 1,4               | 2,6         | 5,8               |
| Amérindiens | 1,2               | 1,5         | 1,3               |
| Métis       | 0,8               | 2,5         | 2,7               |
|             |                   |             |                   |
| Hispaniques | 3,4               | 7,0         | 18,1              |

Le revenu par habitant était en moyenne de 20 493 dollars par an entre 2012 et 2016, en dessous de la moyenne de l'Utah (25 600 dollars) et de la moyenne nationale (29 829 dollars). Sur cette même période, 5,3 % des habitants de Smithfield vivaient sous le seuil de pauvreté (contre 10,2 % dans l'État et 12,7 % à l'échelle des États-Unis).